# Nova Rússia (confederação)
Nova Rússia (em russo:  Новороссия, transl. Novorossiya; em ucraniano:  Новоросія, transl. Novorosiya), oficialmente República Confederal da Nova Rússia (em russo:  Конфедеративная респýpблика Новороссия, transl. Konfederativnaya respublika Novorossiya, em ucraniano:  Конфедеративная республіка Новоросія, transl. Konfederatyvnaya respublika Novorosiya), também conhecida como a União de Repúblicas Populares (em russo:  Сою́з Наро́дных Респу́блик, transl. Soyúz Naródnij Respúblik, em ucraniano:  Союз Народних Республік, transl. Soyuz Narodnykh Respublik) foi um Estado proposto na forma de confederação que incluía as autoproclamadas repúblicas populares de Donetsk e Lugansk e parte dos territórios dos oblasts ucranianos de Donestk e Lugansk - cuja população é majoritariamente constituída por russos étnicos, sendo, consequentemente, o russo a língua mais falada.
Desde a proclamação de independência, ambas as repúblicas só foram reconhecidas inicialmente, como Estados independentes, pela Federação Russa e pela Ossétia do Sul (Estado não reconhecido embora independente de facto da Geórgia) e mais recentemente pela Síria e pela Coreia do Norte. A denominação da confederação proposta evoca a região histórica da Nova Rússia.
Atualmente, as duas repúblicas separatistas controlam uma parte - incluindo as respectivas capitais - do território que reclamam, situado na parte oriental da Ucrânia, limítrofe com a Rússia.
A confederação foi proclamada a 22 de maio de 2014 entre os líderes de ambas as repúblicas separatistas, treze dias depois de Donetsk e Lugansk terem declarado a sua independência da Ucrânia, após a remoção do presidente, Víktor Yanukóvytch, seguindo-se uma guerra civil.
O Governo ucraniano classificou as duas repúblicas confederadas como organizações terroristas e se refere ao território disputado como Zona de Operação Antiterrorista. Um mês depois de proclamada a criação da Nova Rússia, em  22 de maio de 2014, os líderes das duas repúblicas declararam a sua fusão na União das Repúblicas Populares. Entretanto, o projeto começou dificultar devido a brigas internas e dificuldade de cooperação entre os separatistas, somado com conflitos externos com os seus operadores do Kremlin. Em janeiro de  2015, a liderança anunciou que o projeto havia sido temporariamente suspenso e, em 20 de maio, que fora congelado.

## Paralelos históricos
Nova Rússia foi o nome dado aos territórios históricos da região norte do Mar Negro, anexados ao Império Russo na segunda metade do séc. XVIII como resultado das guerras russo-turcas. As províncias de Kherson, Ekaterinoslav, Tauride, Bessarábia, bem como a região de Kuban foram formadas nestas terras. O nome foi usado até o início do século XX; após a Revolução de Outubro de 1917, praticamente caiu em desuso - as terras da histórica Novorossia passaram a fazer parte da RSS ucraniana e RSFS russa.

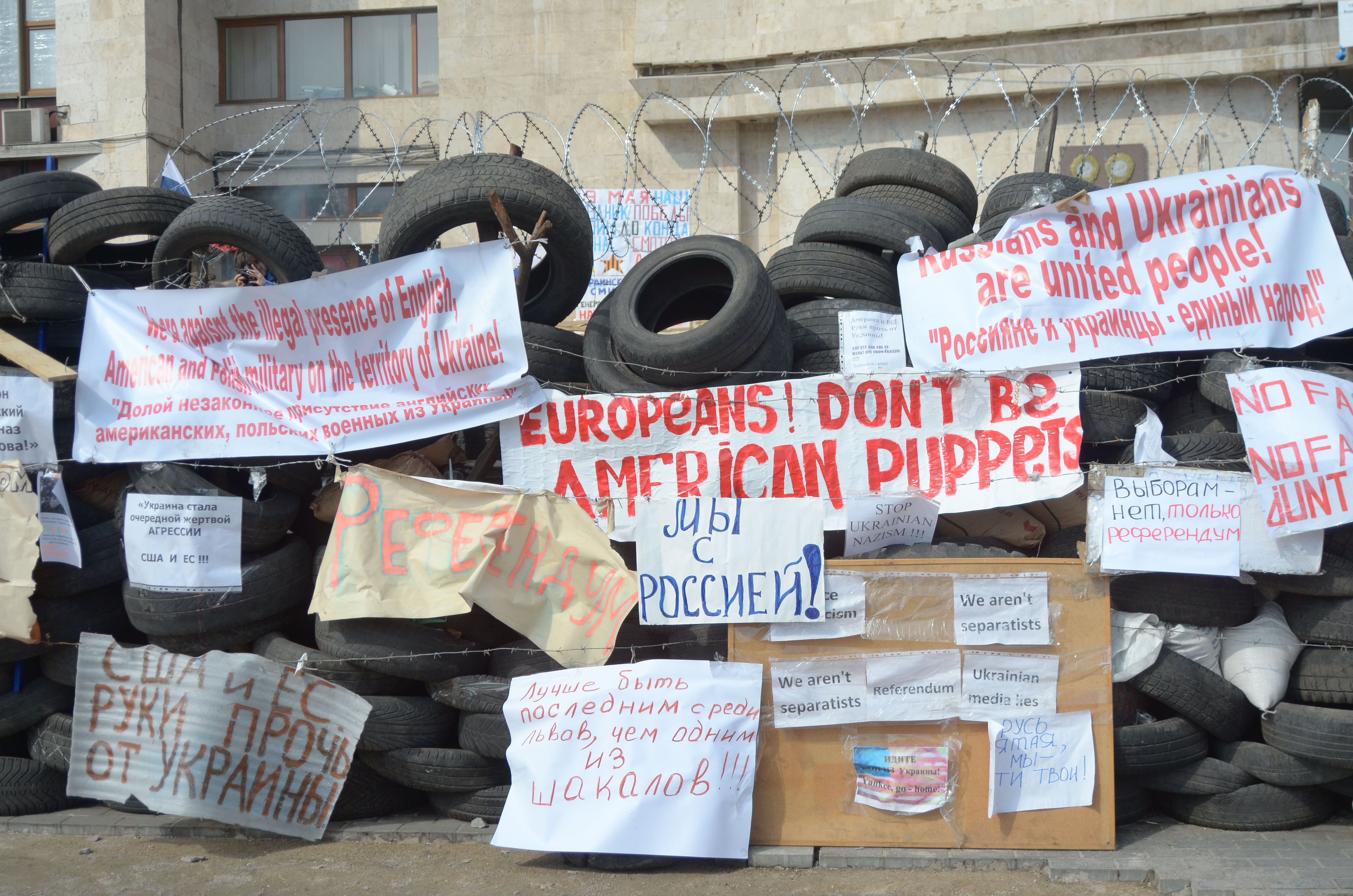
Barricada em Donetsk, 15 de abril de 2014

O conceito cultural e histórico de "Novorossiya" foi lembrado com o início do conflito no leste da Ucrânia. Em 17 de abril de 2014, o presidente da Federação Russa, Vladimir Putin, respondendo a uma das perguntas durante uma “linha reta” com os cidadãos, fez a seguinte declaração: Usando a terminologia czarista, quero dizer que isso não é a Ucrânia, é Novorossia. Essas cidades de Kharkiv, Donetsk, Lugansk, Kherson, Nikolaev, Odessa - eles não faziam parte da Ucrânia nos tempos czaristas, mas foram transferidos para ela mais tarde. Por que isso foi feito, eu não sei ”.
Ao mesmo tempo, parte do território de Donbass e da região de Kharkiv nada tinha a ver com a Novorossia histórica (eram parte do território dos Cossacos do Don e Slobozhanshchina).

## Território

Verde escuro: território reivindicado das Repúblicas Populares de Donetsk e Lugansk. Verde claro: extensão das reivindicações novorussas.

Pavel Gubarev, Chefe da Milícia do Povo de Donbas, afirmou que oito regiões do sudeste da Ucrânia seriam incluídas em Novorossiya; a separação das regiões, segundo ele, se dará por meio de referendos, ou seja, o novo Estado deve incluir mais seis regiões da Ucrânia: Dnepropetrovsk, Zaporozhie, Odessa, Nikolaev, Kharkov e Kherson, e terá uma área total de 249.000 km². Além disso, Pavel Gubarev fala periodicamente no contexto do mapa, onde o Oblast de Kirovograd e a Crimeia também estão incluídas na Novorossia. Em 6 de fevereiro de 2015, o Conselho Popular da RPD anunciou a reivindicação do território ocupado pela República de Donetsk-Krivoi Rog.
Apesar de suas reivindicações territoriais, de fato, a liderança da Novorossia desde o momento de sua declaração controlava apenas parte de Luhansk e parte do Oblast de Donetsk.

## Governo

### Estrutura estatal
A Confederação da Nova Rússia, de acordo com os criadores, deve ser uma união de Estados independentes, com o direito à separação e à direita da entrada de outros países. A Constituição da Nova Rússia planejava ser efetivada, após o transcurso de três meses após a aprovação da Constituição da República de Donetsk e de Lugansk.
O "Governador do Povo" da região de Donetsk, Pavel Gubarev, declarou em maio de 2014:
Não reconhecemos o Presidente e o Parlamento da Ucrânia. As Repúblicas Populares de Donetsk e Lugansk são estados independentes. Esta é a minha posição. Portanto, reconheceremos o governo e o presidente eleito apenas do cargo se estiverem prontos para reconhecer a independência das repúblicas de Donbas. E em segundo lugar, eles devem retirar imediatamente as tropas de nossas repúblicas populares e interromper quaisquer hostilidades.

### Administração

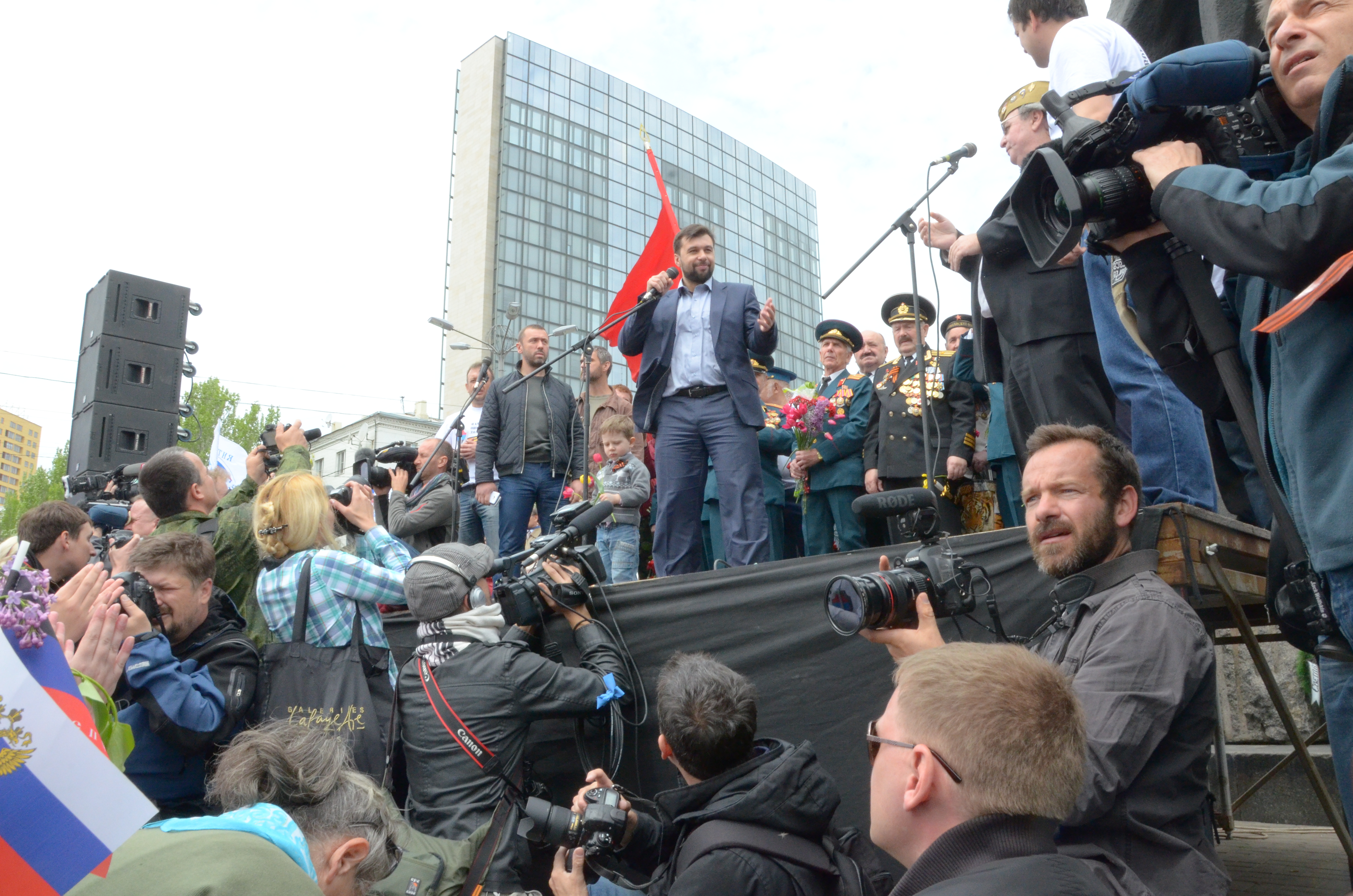
Denis Pushilin, no Dia da Vitória em Donetsk, em 9 de maio de 2014.

Durante a formação da União, o corpo diretivo do Conselho da Novorossia incluiu três representantes das repúblicas de Donetsk e Lugansk:
- Da RPL - Valeri Bolotov, Alexei Kariakin e Oleg Tsarev;
- Da RPD - Alexandre Borodai, Denis Pushilin e Pavel Gubarev.

No final de maio de 2015, o parlamento da Novorossia incluía:
- Da RPL - Igor Plotnitski, Alexei Kariakin e Oleg Tsarev;
- Da RPD - Alexandre Zakharchenko, Denis Pushilin e Pavel Gubarev.

## Forças armadas
As Forças Armadas de Novorossiya eram compostas pela Milícia Popular de Donbas e pela Milícia Popular da República Popular de Luhansk (anteriormente conhecida como Exército do Sudeste).
As milícias da República Popular de Donetsk e da República Popular de Luhansk se fundiram em uma única força em 16 de setembro de 2014, formando as "Forças Armadas Unidas de Novorossiya".

## Simbolismo

Bandeira das Forças Armadas da Novorossiya, com base no jaque da Marinha Russa. Na verdade, serve como bandeira nacional.

Projeto da bandeira nacional apresentado por Oleg Tsarev em agosto de 2014.

Em meados de maio de 2014, o Governador do Povo de Donbass, Pavel Gubarev, anunciou uma votação para os rascunhos da nova bandeira de Novorossiya, e 11 variantes da bandeira foram apresentadas no portal de informações e análises de Novorossiya. Em 31 de maio de 2014, apareceu uma mensagem sobre a aprovação da bandeira oficial da Novorossia - um painel retangular escarlate com uma cruz azul de Santo André com borda prateada - uma bandeira modificada da frota russa, que desempenhou um papel significativo papel militar no surgimento e estabelecimento da Novorossia histórica. É esta bandeira que agora é usada ativamente no território da Novorossia.
Em 13 de agosto, o presidente do Parlamento da União das Repúblicas Populares, Oleg Tsarev, apresentou um novo projeto de bandeira de Novorossiya. “A república foi criada nas terras que faziam parte do Império Russo quando existia a Rússia czarista, e as pessoas foram a um referendo pelo direito de serem anexadas ao mundo russo. Por esse motivo, a comissão optou por uma opção associada à bandeira do Império Russo”, explicou Tsarev a escolha do símbolo do Estado.

## Reações internacionais

### Ucrânia
A República Popular de Donetsk (RPD) e a República Popular de Lugansk (RPL) que formaram a Novorossia são considerados organizações terroristas pelo Gabinete do Procurador-Geral da Ucrânia. A mídia ucraniana avalia o Projeto Novorossiya como uma entidade artificial e inviável, dilacerada por contradições internas.

### Rússia
Em 25 de setembro de 2014, o Ministério das Relações Exteriores da Rússia nomeou oficialmente as regiões de Lugansk e Donetsk da Ucrânia "Novorossia" pela primeira vez. Antes disso, em 17 de abril, o presidente russo Vladimir Putin, durante a tradicional “linha reta”, chamou o sudeste da Ucrânia de Novorossia.
Relatórios não confirmados aparecem periodicamente na mídia sobre o término do apoio a RPD e RPL pela liderança russa e o “congelamento do Projeto Novorossiya”. Essas decisões estão associadas à neutralização de vários líderes políticos e militares das repúblicas e mudanças de pessoal na administração do Presidente da Federação Russa.

## Reconhecimento internacional
Nenhum Estado soberano das Nações Unidas reconheceu Novorossiya como um Estado soberano ou entidade política. As duas repúblicas constituintes, a República Popular de Luhansk e a República Popular de Donetsk, são reconhecidas apenas por três membros das Nações Unidas, Rússia (desde 21 de fevereiro de 2022), Síria (desde 29 de junho de 2022), Coreia do Norte (desde 13 de julho de 2022), como bem como pelos Estados de facto da Ossétia do Sul (desde 2014)  e Abecásia (desde 25 de fevereiro de 2022).